# Michel Pagliaro
Michel Armand Guy Pagliaro (Montréal, 9 novembre 1948) è un chitarrista, cantante e armonicista canadese.

## Biografia
Michel Armand Guy Pagliaro dopo avere creato sin da ragazzino vari gruppi musicali (Les Stringmen, Les Bluebirds, Les Merseys), all'età di 18 anni diviene il bassista della band di successo Les Chancelliers.
Dal 1968 inizia la propria carriera solista, noto in Québec con il nome di PAG, o anche con l'uso del solo cognome Pagliaro.
Nel 1971 pubblica il suo primo disco in terra inglese, registrandolo agli Abbey Road Studios, e intitolandolo PAG.
Nel 1975 la sua fama arriva anche in Francia dove pubblica l'album Pagliaro e realizza la colonna sonora del film Gina.
Torna in Québec nel 1987.
Ha inoltre suonato nei gruppi Les Rockers, Ouba, Reels Psychadeliques.